# Dai Fujimoto
Dai Fujimoto (født 2. maj 1990) er en japansk tidligere professionel fodboldspiller.
Han har spillet for flere forskellige klubber i sin karriere, herunder Roasso Kumamoto.